# Михаљ
Михаљ је насељено место у саставу општине Сливно, Дубровачко-неретванска жупанија, Република Хрватска.

## Географски положај
Налази се у долини Неретве, близу морске обале.

## Историја
До територијалне реорганизације у Хрватској, налазио се у саставу старе општине Метковић.

## Становништво
На попису становништва 2011. године, Михаљ је имао 156 становника.
| Број становника по пописима | Број становника по пописима | Број становника по пописима | Број становника по пописима | Број становника по пописима | Број становника по пописима | Број становника по пописима | Број становника по пописима | Број становника по пописима | Број становника по пописима | Број становника по пописима | Број становника по пописима | Број становника по пописима | Број становника по пописима | Број становника по пописима | Број становника по пописима |
| --------------------------- | --------------------------- | --------------------------- | --------------------------- | --------------------------- | --------------------------- | --------------------------- | --------------------------- | --------------------------- | --------------------------- | --------------------------- | --------------------------- | --------------------------- | --------------------------- | --------------------------- | --------------------------- |
| 1857                        | 1869                        | 1880                        | 1890                        | 1900                        | 1910                        | 1921                        | 1931                        | 1948                        | 1953                        | 1961                        | 1971                        | 1981                        | 1991                        | 2001                        | 2011                        |
| 0                           | 0                           | 0                           | 0                           | 0                           | 0                           | 0                           | 0                           | 290                         | 231                         | 325                         | 292                         | 242                         | 220                         | 212                         | 156                         |

Напомена: У 1981. смањено за део насеља који је заједно са делом насеља Трн чинио насеље Оток, 1991. називано Оток-Дуба. Исказује се као насеље од 1948. Те године називано Михаљ-Кремена. У 2001. смањено издвајањем насеља Кремена и Лучина. У 1948., 1981. и 1991. садржи податке за насеље Кремена, а у 1981. и 1991. за насеље Лучина.

### Попис1991.
На попису становништва 1991. године, насељено место Михаљ је имало 220 становника, следећег националног састава:
| Попис 1991.‍  | Попис 1991.‍  | Попис 1991.‍ | Попис 1991.‍ | Попис 1991.‍ |
| ------------ | ------------ | ----------- | ----------- | ----------- |
|              |              |             |             |             |
| Срби         | Срби         |             | 106         | 48,18%      |
| Хрвати       | Хрвати       |             | 92          | 41,81%      |
| Југословени  | Југословени  |             | 17          | 7,72%       |
| Муслимани    | Муслимани    |             | 1           | 0,45%       |
| неопредељени | неопредељени |             | 4           | 1,81%       |
| укупно: 220  |              |             |             |             |